# Ahmed Baba al Massufí
Ahmed Baba, nascut com a Abu Al-'abbas Ahmed Ibn Al-Massufí el 26 d'octubre a Timbuctu (Imperi Songhai), va morir el 22 d'abril del 1627. Fou un erudit, jurista i autor amazic de Sanhadja.
Molt prolífic, es va posicionar contra el tràfic d'esclaus oriental en el comerç transsaharià. Fou empresonat a Fes acusat de sedició, i va continuar escrivint durant la seua estada en presó, en particular la biografia del xeic Abdelkrim El Maghili. El Centre per a l'Estudi dels Manuscrits del Desert de Timbuctu porta el seu nom des que fou creat el 1970 pel govern malià amb l'ajut de la UNESCO.

## Biografia
Ahmad Baba va nàixer el 26 d'octubre del 1556 a Timbuctu, en una família amazic de Sanhadjia. Son pare era el mestre Ahmad bin al-Hajj Ahmad bin Umar bin Muhammed Aqit. Va estudiar a Timbuctu amb el seu germà i el seu oncle, però sobretot amb Mohammed Baghyou, un mandenkàs. Va cobrir tot l'espectre dels estudis islàmics de l'època: llengua, retòrica, fiqh, tafsir, etc. Va obtenir la llicència d'ensenyament; feu recerca històrica i va escriure. Segons Joseph Ki-Zerbo, compongué més de 700 obres i la seua biblioteca incloïa 1.600 referències. És autor d'un diccionari biogràfic dels erudits del Sudan occidental.
No hi ha més documents sobre la seua activitat fins al 1594, quan el van deportat al Marroc després d'haver-lo acusat de sedició després de la invasió marroquina de Songhai. Va romandre a Fes fins a la mort d'Àhmad al-Mansur. El seu successor, Zaydan Abu-l-Maali, li va permetre tornar al seu país. Tornà a Timbuctu el 22 d'abril del 1608.

## Posteritat
Protesta contra el tràfic d'esclaus oriental, que considera "una de les calamitats del nostre temps". La seua crítica no va tant contra la pràctica de l'esclavitud sinó contra els criteris en què es basa.
La majoria dels seus textos els va escriure en la seua estada al Marroc, en concret la biografia de Muhammad Abd al-Karim al-Maghili, un erudit i jurista responsable de gran part de la llei religiosa tradicional de la zona.
Les obres Tarikh El-Fettach (traducció de Houdas, 1913) i Nozhet-Elhâdi (traducció de Houdas, 1889) donen referències essencials per a l'estudi d'Ahmed Baba.
El Centre per a l'Estudi dels Manuscrits del Desert de Timbuctu duu el seu nom des de la seua creació al 1970 pel govern malià, amb l'ajut de la UNESCO.

## Cita
"Oh, vosaltres que aneu a Gao, feu una volta per Timbuctu. Xiuxiuegeu el meu nom als meus amics i porteu-los la salutació fragant de l'exiliat que anhela la terra on resideixen la seua família, els seus amics, i els seus veïns".